# Ammophila cleopatra
Ammophila cleopatra är en biart som beskrevs av Menke 1964. Ammophila cleopatra ingår i släktet Ammophila och familjen grävsteklar. Inga underarter finns listade i Catalogue of Life.